# Gouvernement Charles Dupuy (1)
Pour les articles homonymes, voir Gouvernement Charles Dupuy.
Troisième République
Gouvernement Alexandre Ribot II Gouvernement Jean Casimir-Perier
Le premier gouvernement Charles Dupuy est le gouvernement de la Troisième République en France du 4 avril 1893 au 26 novembre 1893.
À la suite de la démission du gouvernement d'Alexandre Ribot le 30 mars, le président Sadi Carnot choisit Charles Dupuy pour former le nouveau gouvernement et conserve les principaux ministres du cabinet précédent. Lui-même passe de l'Instruction publique au ministère de l'Intérieur à la place de Ribot.

## Composition

### Ministres nommés le 4 avril 1893

Charles Dupuy

Charles Dupuy

| Fonction | Fonction                           | Image | Nom           | Parti politique                        |
| -------- | ---------------------------------- | ----- | ------------- | -------------------------------------- |
|          | Président du Conseil des ministres |       | Charles Dupuy | Union des gauches (Union républicaine) |

| Fonction | Fonction                                                             | Image | Nom                | Parti politique                                       |
| -------- | -------------------------------------------------------------------- | ----- | ------------------ | ----------------------------------------------------- |
|          | Ministre de l’Intérieur                                              |       | Charles Dupuy      | Union des gauches (Union républicaine)                |
|          | Ministre des Affaires étrangères                                     |       | Jules Develle      | Union des gauches (Union républicaine)                |
|          | Ministre de la Justice                                               |       | Eugène Guérin      | Gauche républicaine                                   |
|          | Ministre des Finances                                                |       | Paul Peytral       | Union anticléricale des députés Républicains radicaux |
|          | Ministre de la Guerre                                                |       | Julien Loizillon   | Indépendant                                           |
|          | Ministre de la Marine                                                |       | Adrien Rieunier    | Indépendant                                           |
|          | Ministre de l'Instruction publique, des Beaux-Arts et des Cultes     |       | Raymond Poincaré   | Union des gauches (Républicains progressistes)        |
|          | Ministre des Travaux publics                                         |       | Jules Viette       | Union anticléricale des députés Républicains radicaux |
|          | Ministre du Commerce, de l'Industrie et des Colonies                 |       | Louis Terrier      | Union anticléricale des députés Républicains radicaux |
|          | Ministre de l'Agriculture                                            |       | Albert Viger       | Union anticléricale des députés Républicains radicaux |
|          | Sous-secrétaire d'État aux Colonies (auprès du ministre du Commerce) |       | Théophile Delcassé | Union anticléricale des députés Républicains radicaux |

## Bilan
Les élections d'août-septembre à la Chambre des députés se traduisent par un renouvellement important du personnel politique, un recul des droites conservatrices au profit des républicains modérés et un progrès des radicaux et des socialistes. Dupuy est lui-même réélu dans la circonscription du Puy et favorise des candidats monarchistes et catholiques ralliés, ce que radicaux et socialistes ne peuvent lui pardonner.  Sur le plan extérieur le cabinet poursuit la politique de rapprochement franco-russe.

## Fin du gouvernement et passation des pouvoirs
Le 26 novembre 1893, à la suite du retrait des ministres radicaux (Paul Peytral, Louis Terrier et Jules Viette) au cours d'un débat suivant le discours de la politique générale du gouvernement, Charles Dupuy présente la démission du Gouvernement au président de la République, Sadi Carnot  avant d'être mis en minorité par un vote de l'Assemblée.
À partir du 27 novembre 1893, plusieurs hommes politiques comme le président Carnot, Raymond Poincaré ou Jules Méline, sollicitent vainement Jean Casimir-Perier à démissionner de ses fonctions de Président de l'Assemblée nationale, mais celui-ci refuse dans un premier temps.
Le 29 novembre 1893, Carnot charge Eugène Spuller (plusieurs fois ministres sous sa présidence et celle de Jules Grévy, proche de Léon Gambetta) de former le nouveau gouvernement, mais la combinaison est un échec.
Le 1er décembre 1893, Casimir-Perier accepte, à contrecœur, de former un ministère.
Le 2 décembre 1893, Casimir-Perier arrive à former un gouvernement et prend place.

## Articles annexes
- Charles Dupuy
- Troisième République
- 1893 en France